# Rivière Jolie Ouest
Rivière Jolie Ouest är ett vattendrag i Kanada.   Det ligger i provinsen Québec, i den sydöstra delen av landet, 300 km nordost om huvudstaden Ottawa. Rivière Jolie Ouest ligger vid sjöarna  Lac de la Chute Lac de la Rosée Lac des Trous Bourbeux Lac du Cassandre och Lac Ken.
I omgivningarna runt Rivière Jolie Ouest växer i huvudsak blandskog. Trakten runt Rivière Jolie Ouest är nära nog obefolkad, med mindre än två invånare per kvadratkilometer.